# العلاقات الأوكرانية الكورية الجنوبية
العلاقات الأوكرانية الكورية الجنوبية هي العلاقات الثنائية التي تجمع بين أوكرانيا وكوريا الجنوبية.

## مقارنة بين البلدين
هذه مقارنة عامة ومرجعية للدولتين:
| وجه المقارنة                                              | أوكرانيا                                   | كوريا الجنوبية                                                          |
| --------------------------------------------------------- | ------------------------------------------ | ----------------------------------------------------------------------- |
| المساحة (كم2)                                             | 603.63 ألف                                 | 100.30 ألف                                                              |
| عدد السكان (نسمة)                                         | 45.55 مليون                                | 51.47 مليون                                                             |
| الكثافة السكانية (ن./كم²)                                 | 75.46                                      | 513.16                                                                  |
| العاصمة                                                   | كييف                                       | سول                                                                     |
| اللغة الرسمية                                             | اللغة الأوكرانية                           | اللغة الكورية                                                           |
| العملة                                                    | هريفنا أوكرانية، كاربوفانيتس، روبل سوفييتي | وون كوري جنوبي                                                          |
| الناتج المحلي الإجمالي (بليون دولار)                      | 112.15 مليار                               | 1.53 تريليون                                                            |
| الناتج المحلي الإجمالي (تعادل القوة الشرائية) بليون دولار | 352.98 مليار                               | 1.75 تريليون                                                            |
| الناتج المحلي الإجمالي الاسمي للفرد دولار أمريكي          | 2.11 ألف                                   | 27.22 ألف                                                               |
| الناتج المحلي الإجمالي للفرد دولار أمريكي                 | 8.66 ألف                                   |                                                                         |
| مؤشر التنمية البشرية                                      | 0.747                                      | 0.901                                                                   |
| رمز المكالمات الدولي                                      | +380                                       | +82                                                                     |
| رمز الإنترنت                                              | .ua، .укр ‏                                 | .kr                                                                     |
| المنطقة الزمنية                                           | ت ع م+02:00، ت ع م+03:00، توقيت شرق أوروبا | توقيت كوريا الجنوبية، ت ع م+09:00، آسيا/سيول ‏، ت ع م+08:00، ت ع م+08:30 |

## منظمات دولية مشتركة
يشترك البلدان في عضوية مجموعة من المنظمات الدولية، منها:
| علم المنظمة | اسم المنظمة                               | تاريخ انضمام أوكرانيا | تاريخ انضمام كوريا الجنوبية |
| ----------- | ----------------------------------------- | --------------------- | --------------------------- |
|             | مؤسسة التمويل الدولية                     | 18 أكتوبر 1993        | 16 مارس 1964                |
|             | مجموعة أستراليا                           | 2005                  | 1996                        |
|             | يونسكو                                    | 12 مايو 1954          | 14 يونيو 1950               |
|             | مجموعة الموردين النوويين                  | ?                     | ?                           |
|             | مؤسسة التنمية الدولية                     | 27 مايو 2004          | 18 مايو 1961                |
|             | المركز الدولي لتسوية المنازعات الاستشارية | 7 يوليو 2000          | 23 مارس 1967                |
|             | وكالة ضمان الاستثمار متعدد الأطراف        | 19 يوليو 1994         | 12 أبريل 1988               |
|             | منظمة حظر الأسلحة الكيميائية              | ?                     | ?                           |
|             | الأمم المتحدة                             | 24 أكتوبر 1945        | 17 سبتمبر 1991              |
|             | منظمة الشرطة الجنائية الدولية             | ?                     | ?                           |
|             | البنك الدولي للإنشاء والتعمير             | 3 سبتمبر 1992         | 26 أغسطس 1955               |
|             | الفريق المعني برصد الأرض                  | ?                     | ?                           |
|             | الاتحاد البريدي العالمي                   | ?                     | ?                           |
|             | منظمة التجارة العالمية                    | 16 مايو 2008          | ?                           |
|             | المنظمة الهيدروغرافية الدولية             | ?                     | ?                           |
|             | نظام تحكم تكنولوجيا القذائف               | 1998                  | 2001                        |

## وصلات خارجية
- موقع وزارة الخارجية الأوكرانية
- موقع وزارة الخارجية الكورية الجنوبية